# Karen Riveros
Karen Nathalia Riveros Schulz (Assunção, 4 de dezembro de 1994) é uma nadadora paraguaia.

## Carreira

### Rio 2016
Riveros competiu nos 100 m livre feminino nos Jogos Olímpicos de Verão de 2016, sendo eliminada nas eliminatórias.